# Мэрия Тайбэя (станция метро)
«Мэрия Тайбэя» (англ. Taipei City Hall; кит. 市政府) — станция линии Баньнань Тайбэйского метрополитена, открытая 24 декабря 1999 года. Расположена между станциями «Юнчунь» и «Мемориал Сунь Ятсена». Находится на территории района Синьи в Тайбэе.  До 30 декабря 2000 года станция «Мэрия Тайбэя» была конечной.

## Техническая характеристика
«Мэрия Тайбэя» — однопролётная станция. На станции есть четыре выхода. Три выхода оснащены эскалаторами. Один выход также оборудован лифтом для пожилых людей и инвалидов.  1 октября 2010 года на станции были установлены автоматические платформенные ворота.

## Близлежащие достопримечательности
Недалеко от станции находится небоскрёб Тайбэй 101 и Всемирный торговый центр. Также рядом находится ночной рынок улицы Жаохэ.